# Распоред седишта на Ербасу А380 по авио-компанијама
Ербас А380 има путничку кабину на два нивоа, са укупном дужином од 49,90 m, али је дужина горње кабине краћа због облика предњег дела трупа и због степеница. Главни(доњи) ниво има укупну ширину од 6,58 m, док горња има ширину од 5,92 m.
Ербас А380-800, у једној путничкој класи може да понесе и до 853 путника(538 на главном нивоу и 315 на горњем), а у три путничке класе може да понесе 525 путника.